# 罗茜·雷德菲尔德
罗茜·雷德菲尔德（英語：Rosemary Jeanne Redfield，笔名Rosie Redfield）是一位加拿大微生物学家，现为不列顛哥倫比亞大學动物学系教授。她的一大特点是在博客上更新自己的研究进展，并因她在GFAJ-1细菌的砷生物化学和開放科學上的贡献获得了2011年自然科學十人提名